# Lima Azimi
Lima Azimi (ur. 1981 w Kabulu) – afgańska lekkoatletka, pierwsza w historii kobieta z Afganistanu na lekkoatletycznych mistrzostwach świata.
W lipcu 2003 roku podczas mistrzostw świata w Paryżu, wystartowała w biegu na 100 metrów, jako pierwsza kobieta z Afganistanu i jako druga przedstawicielka Afganistanu w historii mistrzostw świata (po Mohamedzie Ismailu Bakaki, który wystartował w 1983 roku). Lima Azimi przebiegła 100 metrów w czasie 18,37 sekundy, co jest jednym z gorszych wyników w historii. Bieg wygrała Kelly White, która przebiegła ten dystans w czasie 11,26 sekundy.
Lima Azimi wystartowała w zwykłej koszulce i długich spodniach dresowych, co wśród paryskiej publiczności wywołało śmiech. Poza tym nie wiedziała jak ustawić się w blokach startowych, poprosiła o pomoc sędziów.
Po Mistrzostwach Świata 2003 udzieliła kilku wywiadów. Pierwszy wywiad w karierze Azimi, przeprowadził Przegląd Sportowy. Lima Azimi studiowała anglistykę na uniwersytecie w Kabulu. 
W wywiadzie dla IAAF, Lima Azimi zapowiedziała, że w przyszłości wystartuje jeszcze w mistrzostwach świata.